# Осипенко (Днепропетровская область)
Осипенко (укр. Осипенко) — село, Иверский сельский совет, Солонянский район, Днепропетровская область, Украина.
Код КОАТУУ — 1225083007. Население по переписи 2001 года составляло 175 человек.

## Географическое положение
Село Осипенко находится на одном из истоков реки Любимовка, ниже по течению на расстоянии в 2,5 км расположено село Хижино. Рядом проходит железная дорога, станция Незабудино в 4,5 км. На восточной окраине села есть братская могила 89 воинов, погибших в боях 1943 года.

## История
- В 1946 г. село Катериновка переименовано в Осипенко[3].